# 1634
| [ Edytuj tabelę ]              |                                                                                                |
| Król Polski                    | - 1632 Władysław IV Waza 1648                                                                  |
| Współksiążęta Andory           | - 1634 Pau Duran 1651 - 1610 Ludwik XIII 1643                                                  |
| Król Anglii i Szkocji          | - 1625 Karol I 1649                                                                            |
| Elektor Bawarii                | - 1623 Maksymilian I Bawarski 1651                                                             |
| Elektor Brandenburgii          | - 1619 Jerzy Wilhelm 1640                                                                      |
| Sułtan Brunei                  | - 1619 Abdul Jailul Akhbar 1649 - 1625 Muhammad Ali 1660                                       |
| Cesarz Chin                    | - 1627 Chongzhen 1644                                                                          |
| Król Czech                     | - 1620 Ferdynand II Habsburg 1637                                                              |
| Król Danii                     | - 1588 Chrystian IV 1648                                                                       |
| Dalajlama                      | - 1617 Lobsang Gjaco 1682                                                                      |
| Cesarz Etiopii                 | - 1632 Fasiledes 1667                                                                          |
| Król Francji                   | - 1610 Ludwik XIII 1643                                                                        |
| Król Hiszpanii                 | - 1621 Filip IV 1665                                                                           |
| Landgraf Hesji-Kassel          | - 1627 Wilhelm V Stały 1637                                                                    |
| Stadhouder Holandii            | - 1625 Fryderyk Henryk Orański 1647                                                            |
| Szach Iranu                    | - 1629 Safi I 1642                                                                             |
| Państwo Wielkich Mogołów       | - 1627 Szahdżahan 1658                                                                         |
| Król Irlandii                  | - 1625 Karol I Stuart 1649                                                                     |
| Cesarz Japonii                 | - 1629 Meishō 1643                                                                             |
| Kalif                          | - 1623 Murad IV 1640                                                                           |
| Patriarcha Konstantynopola     | - 1633 Cyryl Lukaris 1634 - 1634 Atanazy III Patelaros 1634 - 1634 Cyryl Lukaris 1635          |
| Władca Korei                   | - 1623 Injo 1649                                                                               |
| Książę Kurlandii i Semigalii   | - 1587 Fryderyk Kettler 1642                                                                   |
| Książę Liechtensteinu          | - 1627 Karol Euzebiusz 1684                                                                    |
| Książę Monako                  | - 1612 Honoriusz II 1662                                                                       |
| Król Nawarry                   | - 1610 Ludwik XIII 1643                                                                        |
| Król Norwegii                  | - 1588 Chrystian IV 1648                                                                       |
| Sułtan Omanu                   | - 1624 Nasir ibn Murszid 1649                                                                  |
| Elektor Palatynatu             | - 1623 Maksymilian I Bawarski 1648                                                             |
| Papież                         | - 1623 Urban VIII 1644                                                                         |
| Książę Parmy i Piacenzy        | - 1622 Edward I 1646                                                                           |
| Król Portugalii                | - 1621 Filip III 1640                                                                          |
| Książę w Prusach               | - 1620 Jerzy Wilhelm 1640                                                                      |
| Car Rosji                      | - 1613 Michał I 1645                                                                           |
| Cesarz Rzymski (niemiecki)     | - 1619 Ferdynand II Habsburg 1637                                                              |
| Kapitanowie Regenci San Marino | - 1633 Torquato Giannini Bartolomeo Fabbri 1634 - 1634 Orazio Belluzzi Vincenzo Lorenzoni 1635 |
| Elektor Saksonii               | - 1611 Jan Jerzy I Wettyn 1656                                                                 |
| Król Szwecji                   | - 1632 Krystyna Waza 1654                                                                      |
| Król Tajlandii                 | - 1630 Prasat Thong 1655                                                                       |
| Sułtan Turków                  | - 1623 Murad IV 1640                                                                           |
| Doża Wenecji                   | - 1631 Francesco Erizzo 1646                                                                   |
| Król Węgier                    | - 1619 Ferdynand III 1637                                                                      |
| Książęta Wirtembergii          | - 1628 Eberhard III 1674                                                                       |

Rok 1634 / MDCXXXIV
stulecia: XVI wiek ~
XVII wiek ~
XVIII wiek

lata: 1624 «
1629 «
1630 «
1631 «
1632 «
1633 «
1634
» 1635
» 1636
» 1637
» 1638
» 1639
» 1644

## Wydarzenia w Polsce
- 25 lutego – wojna polsko-rosyjska: wojska rosyjskie skapitulowały w bitwie pod Smoleńskiem.
- 19 maja – wojna trzydziestoletnia: wycofujące się wojska pruskie spaliły Oławę.
- 14 czerwca – Rzeczpospolita Obojga Narodów i Carstwo Rosyjskie zawarły pokój wieczysty w Polanowie kończący wojnę smoleńską (1632-1634), a w praktyce podsumowujący wojny polsko-rosyjskie toczone w I poł. XVII wieku. Król Władysław IV Waza zrzekł się praw do korony carskiej, a Moskwa zrezygnowała z praw do Inflant i zapłaciła 20 tys. rubli odszkodowania tytułem rekompensaty.
- 5 lipca – papież Urban VIII wydał bullę zatwierdzającą fundację ustanowionego przez króla Władysława IV Wazę Orderu Niepokalanego Poczęcia Najświętszej Marii Panny.
- 19 lipca-1 sierpnia – w Warszawie obradował sejm nadzwyczajny[1].

## Wydarzenia na świecie
- 18 lutego – wojna trzydziestoletnia: cesarz Ferdynand II Habsburg oskarżył byłego głównodowodzącego swych wojsk - księcia Albrechta von Wallensteina - o zdradę stanu.
- 25 lutego – najprawdopodobniej z rozkazu cesarza Ferdynanda II zamordowany został Albrecht von Wallenstein, wódz wojsk cesarskich w wojnie trzydziestoletniej.
- 25 marca – pierwsi angielscy osadnicy przybyli do Maryland.
- 18 maja – w Sewilli został stracony za tchórzostwo dowódca hiszpańskiej floty skarbów, admirał Juan de Benavides Bazán.
- 22 czerwca – holenderski malarz Rembrandt poślubił Saskię van Uylenburgh.
- 5-6 września – wojna trzydziestoletnia: I bitwa pod Nördlingen, w której wojska cesarsko-habsburskie pokonały Szwedów i ich protestanckich sojuszników.
- 11 października – od 8 do 15 tys. osób zginęło na wybrzeżu Niemiec i Danii w powodzi wywołanej sztormem na Morzu Północnym.
- 3 grudnia – piraci wymordowali mieszkańców i spalili miasto Ogmok na filipińskiej wyspie Leyte.

- Holendrzy zajęli wyspę Curaçao.
- Na brzegu Zatoki Chesapeake Anglicy założyli osadę St. Mary’s- początek kolonii Maryland.

## Urodzili się
- 16 stycznia - Dorothe Engelbretsdatter, norweska poetka, pisarka (zm. 1716)
- 4 marca − Kazimierz Łyszczyński, prekursor polskiego ateizmu (zm. 1689)
- 18 marca – Marie-Madeleine de La Fayette, autorka pierwszej francuskiej powieści psychologicznej (zm. 1693)
- 18 października – Luca Giordano, włoski eklektyczny malarz i rysownik epoki baroku (zm. 1705)

## Zmarli
- 25 lutego − Albrecht von Wallenstein, naczelny dowódca wojsk cesarskich w wojnie trzydziestoletniej (ur. 1583)
- 16 października – Magdalena z Nagasaki, japońska tercjarka, męczennica, święta katolicka (zm. 1611)
- 19 października − Agnès Galand, francuska dominikanka, mistyczka i stygmatyczka, błogosławiona katolicka (ur. 1602)
- 11 listopada – Maryna z Ōmura, japońska męczennica, święta katolicka (ur. ?)
- 15 listopada – Tomasz Hioji Rokusayemon Nishi, japoński dominikanin, męczennik, święty katolicki (ur. 1590)
- 17 listopada – Jordan Ansalone, włoski dominikanin, misjonarz, męczennik, święty katolicki (ur. 1598)

## Święta ruchome
- Tłusty czwartek: 23 lutego
- Ostatki: 28 lutego
- Popielec: 1 marca
- Niedziela Palmowa: 9 kwietnia
- Wielki Czwartek: 13 kwietnia
- Wielki Piątek: 14 kwietnia
- Wielka Sobota: 15 kwietnia
- Wielkanoc: 16 kwietnia
- Poniedziałek Wielkanocny: 17 kwietnia
- Wniebowstąpienie Pańskie: 25 maja
- Zesłanie Ducha Świętego: 4 czerwca
- Boże Ciało: 15 czerwca